# Point Boston
Point Boston  è una localittà dell'Australia Meridionale, sita nella porzione sud-orientale della penisola di Eyre.
L'insediamento si trova sulla penisola omonima (così battezzata da Matthew Flinders quando esplorò l'area nel 1802) appena ad est di North Shields, dal quale esso è stato distaccato il 15 ottobre 2009: esso è limitato a nord da Estuary Road e ad ovest dall'aeroporto di Port Lincoln (il quale a dispetto del nome si trova nel territorio di North Shields) e percorso longitudinalmente nella sua interezza da Sullivan Drive.

Point Boston si affaccia a nord su Louth Bay e a sud su Boston Bay. Fanno parte del territorio di Point Boston le prospicienti isole di Louth Island e Rabbit Island, ambedue site a nord-est del promontorio.
L'area era in passato occupata in massima parte da una cava di sabbia: col mancato rinnovo della concessione negli anni '90, il territorio di Point Boston è stato inizialmente destinato a uso rurale, ma poi, visto lo scarso successo dell'iniziativa, l'area è stata destinata alla creazione di quattro gated community per un totale di 250 lotti previsti, con la creazione della Point Boston Community Corporation a controllare l'andamento dei lavori.

A seguito di ripetuti ritardi, i primi lotti sono stati acquistati nel dicembre del 2013.